# Lola Bobescu
Lola Violeta Ana-Maria Bobescu, o Lola Bobesco (Craiova, 9 agosto 1921 – Spa, 4 settembre 2003), è stata una violinista belga di origine rumena.

## Biografia

### Studi
Lola Bobescu iniziò a studiare la musica all'età di 5 anni con suo padre, il compositore e direttore d'orchestra Aurel Bobescu. Dopo un anno, accompagnata al pianoforte dal papà, tenne il suo primo recital nella città natale. Proseguì la sua formazione all'École Normale de Musique di Parigi, avendo come insegnante di violino Marcel Chailley ed in seguito al Conservatoire National de Musique nella classe di Jules Boucherit, ottenendo il Premier Prix nel 1934.
Inoltre,  ella trovò in Jacques Thibaud e George Enescu due prestigiosi sostenitori che la guidarono in qualità di mentori.

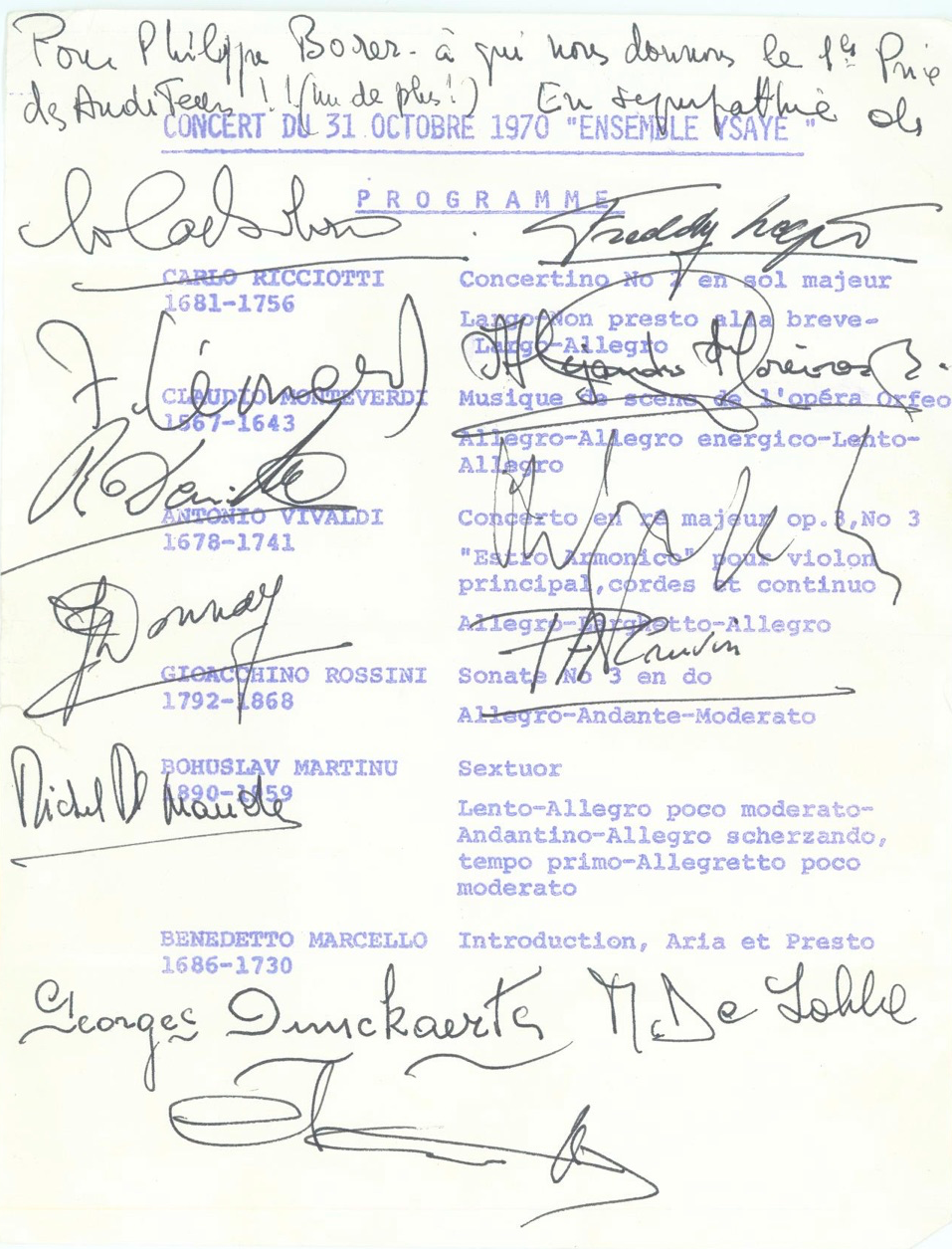
Programma di sala autografato del Ensemble d’archets Eugène Ysaÿe diretto da Lola Bobescu

### Carriera internazionale
La sua carriera internazionale iniziò a 17 anni quando si esibì a Parigi nel 1936 con l'orchestra Colonne sotto la direzione di Paul Paray, interpretando il Concerto roumain di Stan Golestan.
Trasferitasi nel Belgio, fondò Les Solistes de Bruxelles nel 1958.  Il gruppo venne ribattezzato una prima volta Ensemble d’archets Eugène Ysaÿe e, successivamente, Orchestre royal de Chambre de Wallonie. 
Parallelamente all'attività solistica, Lola Bobescu intrapresee un'intensa attività pedagogica come docente di violino al Conservatorio di Liegi (1962-1974) e al Conservatorio Reale di Bruxelles. Fece parte della giuria del Concorso Regina Elisabetta per la sezione violino nel 1971 e nel 1993.
Collaborò con le orchestre Colonne, Pasdeloup, Lamoureux, i Berliner Philharmoniker e London Philharmonic Orchestra, La Suisse Romande di Ginevra, l'Orchestra dell'Accademia di Santa Cecilia di Roma, il Concertgebouw di Amsterdam. Inoltre Lola Bobescu formò un duo stabile col pianista Jacques Genty. 
Nel 1990 Lola Bobesco fondò il quartetto d'archi L'Arte del Suono con cui incise i 6 Quartetti concertanti Op. 3 di Viotti. 
Le sue registrazioni furono pubblicate dalle case discografiche Electrecord, Decca, Columbia, Nippon Program, Arcophon, Talent Records, ecc.